# جبريل بيير
جبريل بيير هو لاعب كرة قاعدة كوبي، ولد في 21 ديسمبر 1966.

## وصلات خارجية
- جبريل بيير على موقع أوليمبيديا (الإنجليزية)